# Sybille Schönrock
Sybille Schönrock (28 luglio 1964) è un'ex nuotatrice tedesca orientale.

## Carriera
Nel 1980, ai Giochi Olimpici di Mosca, vinse la medaglia d'argento nei 200m farfalla.

## Palmarès
- Giochi olimpici estivi

Mosca 1980: argento nei 200m farfalla.